# Luninets
Lúninets (bielorruso: Лу́нінец, ruso: Лу́нинец, polaco: Łuniniec) es una ciudad subdistrital de Bielorrusia, capital del distrito homónimo en la provincia de Brest. Antes pertenecía a Polonia (1540-1793, 1920-1939) y Rusia y la Unión Soviética (1793-1920, 1939-1941, 1944-1991). Tiene una población de unos 24.000, y está inmediatamente al este del distrito de Pinsk en Brest. Aquí estuvo durante la Guerra Fría la base aérea homónima.

## Historia
Luninets se dice que es mencionado en fuentes impresas que datan de 1540. Era parte de la región de Pinsk, que estaba bajo el dominio polaco entre los siglos XVI y XVIII, pero cayó en Rusia en 1793 en la Segunda Partición de Polonia. En 1888, mientras estaba bajo soberanía rusa, un nudo ferroviario fue construido en Luninets, vinculándolo en tren a Varsovia, Rivne, Vilna y Gómel, y propiamente la estación de ferrocarril fue añadida en 1905.
Luninets pasó a formar parte de Polonia en 1920 después de la guerra polaco-soviética, pero diecinueve años más tarde se incorporó a la Unión Soviética en 1939 —y con la excepción de la ocupación por la Alemania nazi de 1941 a 1944— siendo parte de la República Socialista Soviética de Bielorrusia hasta 1991, en la que la soberanía fue cedida a la República de Bielorrusia.